# Plectoptera circumcincta
Plectoptera circumcincta är en kackerlacksart som beskrevs av Henri Saussure och Leo Zehntner 1893. Plectoptera circumcincta ingår i släktet Plectoptera och familjen småkackerlackor. Inga underarter finns listade i Catalogue of Life.